# 桑图 (上比利牛斯省)
桑图（法語：Sentous）是法国上比利牛斯省的一个市镇，属于塔布区（Tarbes）加朗县（Galan）。该市镇总面积7.3平方公里，2009年时的人口为81人。

## 人口
桑图人口变化图示